# Lyngby Kulturhus
Lyngby Kulturhus er en bygning i midten af Kongens Lyngby der indeholder en række restauranter, biografen Nordisk Film Biografer Lyngby samt Lyngby-Taarbæk Kommunes del med sale og lokaler til koncerter, teater, danseforestillinger og møder.
Bygningerne blev opført af ejendomsselskabet TK Development, men blev senere købt af PFA Ejendomme.
Lyngby-Taarbæk Kommune lejer lokaler i kulturhuset for cirka 7,5 millioner årligt (i 2008) og er bundet til en kontrakt indtil 2021.
På grund af kommunens dårlige økonomi i 2008 ønskede flere partier at ændre engagementet med kulturhuset.
Bygningen er beliggende på Klampenborgvej over for Lyngby Storcenter, tæt på Magasin du Nord og Lyngby Hovedgade. Fra vejen ses bygningens karakteristiske skrå mure med farvet lys i trappeopgangene.
Gulvet i Kulturhuset er beklædt med Black Diamond-sten fra byen Fuding i den kinesiske provins Fujian. Stenbruddet har forårsaget stor forurening i det lokale område af provinsen.